# Цзяньли
Цзяньли́ (кит. упр. 监利, пиньинь Jiànlì) — городской уезд городского округа Цзинчжоу провинции Хубэй (КНР).

## История
Во времена империи Хань был создан уезд Хуажун (华容县). После того, как в 222 году Сунь Цюань провозгласил себя императором государства У, из уезда Хуажун был выделен уезд Цзяньли. Во времена империи Сун в 965 году из уезда Цзяньли был выделен уезд Юйша (玉沙县), но в 1078 году он был вновь присоединён к уезду Цзяньли.
В 1949 году был создан Специальный район Цзинчжоу (荆州专区), и уезд вошёл в его состав. В 1970 году Специальный район Цзинчжоу был переименован в Округ Цзинчжоу (荆州地区).
В 1994 году решением Госсовета КНР округ Цзинчжоу был преобразован в городской округ Цзинша (荆沙市).
В 1996 году городской округ Цзинша был переименован в Цзинчжоу.
Постановлением Госсовета КНР от 12 июня 2020 года уезд Цзяньли был преобразован в городской уезд.

## Административное деление
Городской уезд делится на 18 посёлков и 3 волости.